# Hoa hậu Thế giới 2003

Kết quả cuộc thi Hoa hậu Thế giới 2003

Hoa hậu Thế giới 2003 là cuộc thi Hoa hậu Thế giới lần thứ 53 được diễn ra vào ngay 06 tháng 12 năm 2003 tại Nhà hát Vương miện sắc đẹp, thành phố Tam Á, Trung Quốc. Dẫn chương trình là Phil Keoghan, Amanda Byram, và Châu Anh Kỳ (Angela Chow). Các thí sinh đã có dịp được đi đến các địa danh nổi tiếng của Trung Quốc như: Hồng Kông, Tây An, Bắc Kinh, Thượng Hải. Hoa hậu Thế giới 2002 Azra Akin đến từ Thổ Nhĩ Kỳ đã trao lại vương miện cho Rosanna Davison đến từ Ireland, con gái của nhạc sĩ nổi tiếng Chris de Burgh và trở thành người Ireland đầu tiên chiến thắng danh hiệu Hoa hậu Thế giới. Đây cũng là lần đầu tiên Trung Quốc đăng cai cuộc thi.

## Kết quả cuộc thi

### Các danh hiệu cao nhất
| Kết quả               | Thí sinh |
| --------------------- | --- |
| Hoa hậu Thế giới 2003 | - Ireland – Rosanna Davison |
| Á hậu 1               | - Canada – Nazanin Afshin-Jam |
| Á hậu 2               | - Trung Quốc – Quan Kỳ |
| Top 5                 | - Ấn Độ – Ami Vashi - Philippines – Mafae Yunon |
| Top 20                | - Úc – Olivia Stratton - Bolivia – Helen Aponte - Cộng hòa Dominican – María Vargas - Ethiopia – Hayat Ahmed - Georgia – Irina Onashvili - Hy Lạp – Vasiliki Tsekoura - Jamaica – Jade Fulford - Liban – Marie-José Hnein - New Zealand – Melanie Paul - Na Uy – Elisabeth Wathne - Peru – Claudia Hernández - Puerto Rico – Joyceline Montero - Thụy Sĩ – Bianca Sissing - Trinidad và Tobago – Magdalene Walcott - Venezuela – Valentina Patruno |

### Các nữ hoàng sắc đẹp châu lục
| Châu lục                 | Thí sinh                      |
| ------------------------ | ----------------------------- |
| Châu Phi                 | - Ethiopia – Hayat Ahmed      |
| Châu Mỹ                  | - Canada – Nazanin Afshin-Jam |
| Châu Á và châu Đại dương | - Trung Quốc – Quan Kỳ        |
| Vùng biển Caribe         | - Jamaica – Jade Fulford      |
| Châu Âu                  | - Ireland – Rosanna Davison   |

## Các phần thi phụ
Các thí sinh chiến thắng các phần thi phụ dưới đây (trừ giải thưởng Học bổng) sẽ được vào thẳng Top 20.

### Hoa hậu Bãi biển
| Kết quả     | Thí sinh |
| ----------- | --- |
| Chiến thắng | - Ireland – Rosanna Davison |
| Á hậu 1     | - Thụy Sĩ – Bianca Sissing |
| Á hậu 2     | - Bolivia – Helen Aponte |
| Top 10      | - Bỉ – Julie Taton - Ethiopia – Hayat Ahmed - Jamaica – Jade Fulford - New Zealand – Melanie Paul - Philippines – Mafae Yunon - Ba Lan – Karolina Gorazda - Uruguay – Natalia Rodríguez |

### Hoa hậu Thể thao
| Kết quả     | Thí sinh                             |
| ----------- | ------------------------------------ |
| Chiến thắng | - Canada – Nazanin Afshin-Jam        |
| Á hậu 1     | - Cộng hòa Séc – Lucie Vachova       |
| Á hậu 2     | - Romania – Patricia Filomena Chifor |

### Hoa hậu Cá tính
| Kết quả     | Thí sinh                                 |
| ----------- | ---------------------------------------- |
| Chiến thắng | - Bolivia – Helen Aponte                 |
| Á hậu 1     | - Barbados – Racquel Wilkinson           |
| Á hậu 2     | - Antigua và Barbuda – Anne-Marie Browne |

### Hoa hậu Tài Năng
| Kết quả     | Kết quả                  | Thi sinh |
| ----------- | ------------------------ | --- |
| Chiến thắng | Chiến thắng              | - Georgia – Irina Onashvili |
| Á hậu 1     | Á hậu 1                  | - Puerto Rico – Joyceline Montero |
| Á hậu 2     | Á hậu 2                  | - Estonia – Kriistina Gabor |
| Top 20      | Châu Mỹ                  | - Antigua và Barbuda – Anne-Marie Browne - Argentina – Grisel Hitoff - Aruba – Nathalie Biermans - Canada – Nazanin Afshin-Jam - Colombia – Claudia Molina - Cộng hòa Dominican – María Vargas - Venezuela – Valentina Patruno |
| Top 20      | Châu Âu                  | - Cộng hòa Séc – Lucie Vachova - Ireland – Rosanna Davison - Latvia – Irina Askolska - Lithuania – Vaida Griksaite - Bắc Macedonia – Marija Vašik                                                                              |
| Top 20      | Châu Phi                 | - Botswana – Boingotlo Motlalekgosi - Ethiopia – Hayat Ahmed |
| Top 20      | Châu Á và Châu Đại Duơng | - Trung Quốc – Quan Kỳ - Ấn Độ – Ami Vashi - Hàn Quốc – Park Ji-yea - Quần đảo Bắc Mariana - Kimberly Castro |

### Giải thưởng đặc biệt
| Giải thưởng                               | Thí sinh                   |
| ----------------------------------------- | -------------------------- |
| Hoa hậu do khán giả bình chọn             | - Úc – Olivia Stratton     |
| Nhà thiết kế trang phục đẹp nhất thế giới | - Peru – Claudia Hernández |
| Hoa hậu được nhận học bổng                | - Albania – Denisa Kola    |

## Các thí sinh
106 Thí sinh tham gia cuộc thi:
- Albania – Denisa Kola
- Andorra – Beverly Bella
- Angola – Celma Katia Carlos
- Antigua và Barbuda – Anne-Marie Browne
- Argentina – Grisel Hitoff
- Aruba – Nathalie Biermanns
- Úc – Olivia Stratton
- Bahamas – Shantell Hall
- Barbados – Raquel Wilkinson
- Belarus – Volha Nevdakh
- Bỉ – Julie Taton
- Belize – Dalila Vanzie
- Bolivia – Helen Aponte
- Bosna và Hercegovina – Irna Smaka
- Botswana – Boingotlo Motlalekgosi
- Brazil – Lara Brito
- Bulgaria – Rajna Naldzhieva
- Canada – Nazanin Afshin-Jam
- Quần đảo Cayman – Nichelle Welcome
- Chile – Alejandra Soler
- Trung Quốc – Quan Kỳ
- Colombia – Claudia Molina
- Costa Rica – Shirley Álvarez
- Croatia – Aleksandra Grdić
- Curaçao – Angeline da Silva Goes
- Síp – Stella Stylianou
- Cộng hòa Séc – Lucie Váchová
- Đan Mạch – Maj Buchholtz Pedersen
- Cộng hòa Dominican – María Eugenia Vargas
- Ecuador – Mayra Rentería
- Anh – Jacqueline Turner
- Estonia – Kriistina Gabor
- Ethiopia – Hayat Ahmed
- Phần Lan – Katri Johanna Hynninen
- Pháp – Virginie Dubois
- Georgia – Irina Onashvili
- Đức – Babette Konau
- Gibraltar – Kim Marie Falzun
- Hy Lạp – Vasiliki Tsekoura
- Guadeloupe – Lauranza Doliman
- Guatemala – Dulce María Duarte
- Guyana – Alexis Glasgow
- Hà Lan – Sanne de Regt
- Hồng Kông – Dương Lạc Đình
- Hungary – Eszter Toth
- Iceland – Regína Jónsdóttir
- Ấn Độ – Ami Vashi
- Ireland – Rosanna Davison
- Israel – Miri Levy
- Ý – Silvia Cannas
- Jamaica – Jade Fulford
- Nhật Bản – Kaoru Nishide
- Kazakhstan – Saule Zhunosova
- Kenya – Janet Kibugu
- Hàn Quốc – Park Ji-yea
- Latvia – Irina Askolska
- Liban – Marie-José Hnein
- Lesotho – Makuena Lepolesa
- Litva – Vaida Grikšaitė
- Macedonia – Marija Vašik
- Malaysia – Wong Sze Zen
- Malta – Rachel Xuereb
- Mauritius – Marie Aimee Bergicourt
- México – Erika Honstein
- Moldova – Elena Danilciuc
- Namibia – Petrina Thomas
- Nepal – Priti Sitoula
- New Zealand – Melanie Paul
- Nicaragua – Hailey Britton Brooks
- Nigeria – Celia Bissong
- Bắc Ireland – Diana Sayers
- Bắc Mariana – Kimberly Castro Reyes
- Na Uy – Elisabeth Wathne
- Panama – Ivy Ruth Ortega
- Paraguay – Karina Buttner
- Peru – Claudia Hernández
- Philippines – Maria Rafaela (Mafae) Yunon
- Ba Lan – Karolina Gorazda
- Bồ Đào Nha – Vanessa Job
- Puerto Rico – Joyceline Montero
- România – Patricia Filomena Chifor
- Nga – Svetlana Goreva
- Scotland – Nicci Jolly
- Serbia và Montenegro – Bojana Vujadinović
- Singapore – Corine Kanmani
- Slovakia – Adriana Pospíšilová
- Slovenia – Tina Zajc
- Nam Phi – Cindy Nell
- Tây Ban Nha – María Teresa Martín
- Sri Lanka – Sachini Stanley
- Swaziland – Thembelihle Zwane
- Thụy Điển – Ida Söfringsgärd
- Thụy Sĩ – Bianca Sissing
- Tanzania – Sylvia Bahame
- Thái Lan – Janejira Keardprasop
- Trinidad & Tobago – Magdalene Walcott
- Thổ Nhĩ Kỳ – Tuğba Karaca
- Uganda – Aysha Nassanga
- Ukraina – Ilona Yakovleva
- Hoa Kỳ – Kimberly Harlan
- Uruguay – Natalia Rodríguez
- Venezuela – Valentina Patruno
- Việt Nam – Nguyễn Đình Thụy Quân
- Wales – Imogen Thomas
- Zambia – Cynthia Kanema
- Zimbabwe – Phoebe Monjane

## Thông tin khác
Những con số "không tưởng" tại kỳ Hoa hậu Thế giới 2003:
Sự kiện cuộc thi tổ chức ở Trung Quốc lần đầu tiên đã tạo ra một cơn sốt chưa từng có tại đất nước này.
- Chính phủ Trung Quốc đã chi hơn 30 triệu USD (hơn 700 tỷ) để nâng cấp hạ tầng đảo Hải Nam. Ngoài ra chính quyền còn chi 12 triệu USD để xây dựng riêng Nhà hát Vương miện sắc đẹp (Crown of Beauty Theatre) để tổ chức cuộc thi. Ban tổ chức Hoa hậu Thế giới cũng nhận được 4,8 triệu USD để mang cuộc thi đến Trung Quốc.
- Đổi lại, Trung Quốc được truyền hình trực tiếp đến khoảng 2 tỷ khán giả toàn cầu. Theo ước tính sau cuộc thi, đảo Hải Nam đã thu được khoản lợi nhuận 100 triệu USD (hơn 2300 tỷ) từ các hoạt động quảng bá du lịch.
- Bàn của ban giám khảo ngồi chấm điểm tại vòng thi chung kết được bán với số tiền 45.000 USD. Vé xem đêm chung kết đã bán hết từ ba tháng trước với giá từ 80 - 2800 USD. Một vé V.I.P. được bán đấu giá cho từ thiện với giá 42.000 USD. BTC cũng đã chuẩn bị 100.000 quả tim vàng, được hộ tống bằng đường thủy tới Trung Quốc và được bán để gây quỹ. Bộ trang phục của chủ tịch Trung Quốc mặc vào đêm chung kết và cặp vé của ông cũng đã được đem đi bán đấu giá. Toàn bộ số tiền trên đã được gửi cho Quỹ từ thiện của Trung Quốc.
- Các thí sinh đã có một cuộc diễu hành trên đường phố với hơn 500.000 người dân.
- Hãng hàng không Hainan dùng hai chiếc máy bay Boeing 737 để chuyên chở các thí sinh và BTC vòng quanh Trung Quốc trong hai tuần.
- Chính quyền Trung Quốc lần đầu tiên cho phép 10 thí sinh may mắn nhất được đứng cạnh những quân lính bằng đất nung thời Tần Thủy Hoàng.
- Tại Tân An, lần đầu tiên chính quyền cho mở cánh cổng vào thành phố kể từ khi cựu tổng thống Bill Clinton viếng thăm Trung Quốc để các thí sinh đi qua. Các thí sinh cũng được trao tặng chìa khóa họ có thể dùng chiếc chìa khóa này để mở cửa vào thành phố bất cứ khi nào họ trở lại Trung Quốc.
- Một trong những cây cầu đông đúc nhất Hong Kong, cầu Tsing Ma, lần đầu tiên trong lịch sử bị chặn lại để cho các thí sinh diễu hành qua đó.
- Trong buổi diễn tập cuối cùng đã có 4.000 người đến xem vì không thể mua vé vào xem đêm chung kết. Vé xem diễn tập có giá từ 50 - 400 USD. Sau buổi tập là một màn pháo hoa kéo dài 15 phút.
- Microsoft đã loan báo rằng trang web của cuộc thi là trang web được truy cập nhiều nhất với 100 triệu lượt người xem mỗi ngày.
- Hàng ngày có 1 tấn hoa quả tươi được bảo quản trong điều kiện tốt nhất cung cấp cho các thí sinh.

Do sự ủng hộ nồng nhiệt từ chính quyền và người dân, Hoa hậu Thế giới đã tiếp tục tổ chức tại Hải Nam vào các năm 2004, 2005, 2007...